# NGC 4336
NGC 4336 é uma galáxia espiral barrada (SB0-a) localizada na direcção da constelação de Coma Berenices. Possui uma declinação de +19° 25' 37" e uma ascensão recta de 12 horas, 23 minutos e 29,7 segundos.
A galáxia NGC 4336 foi descoberta em 27 de Abril de 1785 por William Herschel.